# Yantar (satélite)

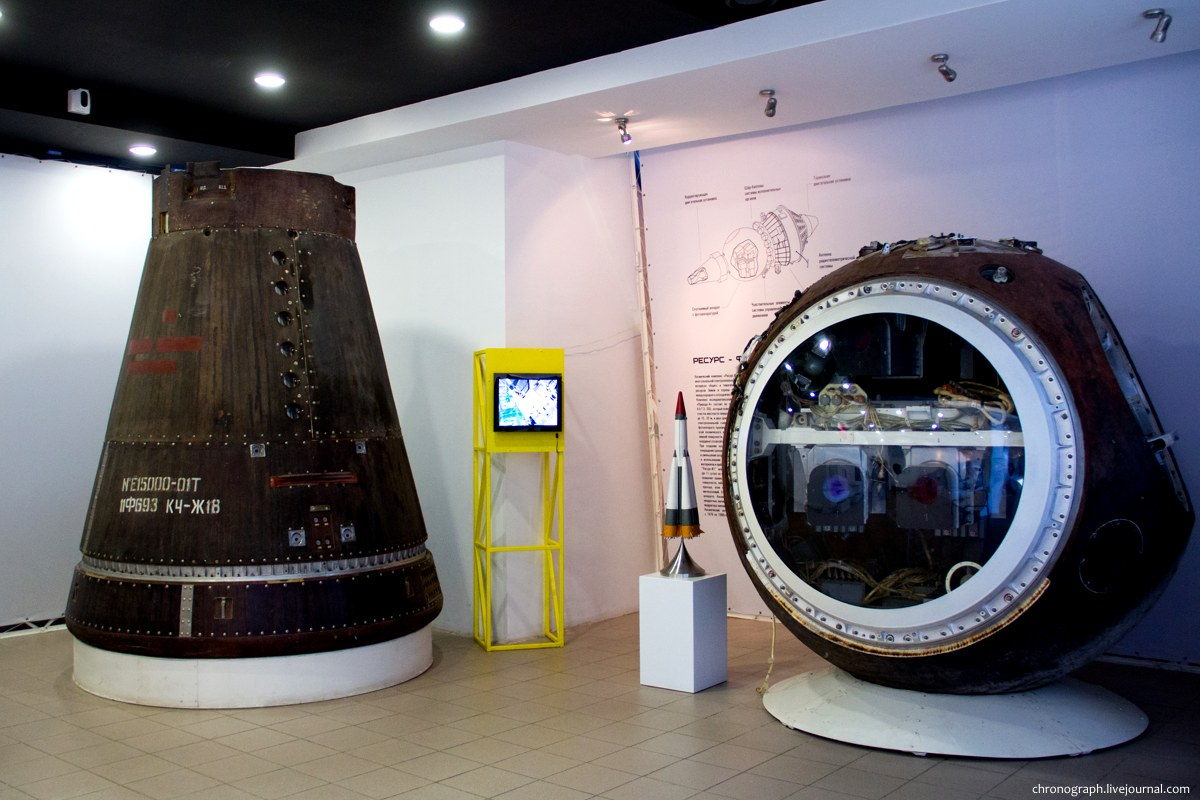
Um Yantar 2K e um Resurs F1.

Yantar (em russo Янтарь ou Âmbar) é uma série de satélites de reconhecimento da União Soviética (depois Rússia), que complementou e eventualmente substituiu a linha Zenit. O Kosmos 2175, um modelo Yantar-4K2 ou Kobalt, foi o primeiro desses satélites a ser lançado pela Rússia depois da dissolução da União Soviética. O mais recente deles é o Kosmos 2480 (17 maio de 2012).

## Variantes
- Yantar-2K
- Yantar-4K1